# Nobuyuki Zaizen
Nobuyuki Zaizen (財前 宣之 Zaizen Nobuyuki?, Muroran, Hokkaidō, 19 de octubre de 1976) es un exfutbolista japonés que se desempeñaba como mediocampista y su último equipo  fue el BEC Tero Sasana FC de la Liga Premier de Tailandia. Tras fichar en 1997 por el C.D. Logroñés se convirtió, junto a Sotaro Yasunaga, en uno de los dos primeros jugadores japoneses en formar parte de un equipo de la Liga Española, aunque no llegó a disputar ningún partido.

## Selección nacional
Ha sido internacional con la selección de fútbol sub-17 de Japón. Entró en el once de mejores jugadores de la Copa Mundial de Fútbol Sub-17 de 1993.

### Participaciones en Copas del Mundo
| Mundial                               | Sede  | Resultado        |
| ------------------------------------- | ----- | ---------------- |
| Copa Mundial de Fútbol Sub-17 de 1993 | Japón | Cuartos de final |

## Clubes
| Club                 | País      | Año         |
| -------------------- | --------- | ----------- |
| Verdy Kawasaki       | Japón     | 1995 - 1996 |
| CD Logroñés (cedido) | España    | 1996        |
| Verdy Kawasaki       | Japón     | 1996 - 1998 |
| HNK Rijeka           | Croacia   | 1999        |
| Vegalta Sendai       | Japón     | 1999 - 2005 |
| Montedio Yamagata    | Japón     | 2006 - 2009 |
| Muangthong United    | Tailandia | 2010        |
| BEC Tero Sasana FC   | Tailandia | 2011        |

## Vida personal
Es hermano del exfutbolista Keiichi Zaizen.